# أم رزم
أم رزم (به عربی: أم الرزم) یک منطقهٔ مسکونی در لیبی است که در استان درنه واقع شده‌است. أم رزم ۱۲٬۰۹۸ نفر جمعیت دارد.